# 石田浩子
石田 浩子（いしだ ひろこ、1985年12月6日 - ）は、元高知さんさんテレビ・千葉テレビ放送のアナウンサー、現フリーアナウンサーである。岡山県出身で横浜市育ち、いて座、B型。

## 略歴
法政大学女子高等学校、法政大学卒業。大学在学中に『BSフジNEWS』11期女子大生キャスターを務め、2008年4月高知さんさんテレビのアナウンサーになった。
2012年3月に高知さんさんテレビを退職。同年4月からは千葉テレビ放送に移籍。当初は4月9日の『ハピはぴ・モーニング〜ハピモ〜』から登場する予定だったが、4月3日に台風並みの強風が吹く低気圧により千葉県内の交通機関が乱れたため、京葉線が不通となっていた海浜幕張駅からのリポートで急遽デビューすることになった。2013年3月でチバテレを退職し、その後はフリーランスで活動している。
2022年4月から川崎市教育委員会教育委員（保護者委員）を務めている。

## 人物
- 趣味は乗馬と旅行。
- 特技は手話[4] と象使い[5]。
- イギリス、オーストラリア、アメリカ、タイへの海外留学経験がある。
- 「まむちゃん」、「まむし姉さん」等の渾名があるが、渾名の由来は「蝮のような強さを隠し持っているから」だという。

## 出演番組
ちば情熱アスリート（2017年2月〜）

### 千葉テレビ放送時代
- 選挙特番
  - 茂原市長選挙特番（2012年4月22日）
  - 第46回衆議院議員総選挙開票速報特番（2012年12月16日）
- 速報!今日の高校野球（2012年7月）
- 週刊バイクTV（2012年10月）
- 熱血BO-SO TV（2012年11月17日） - 木村佳那子の高校ラグビー中継出演に伴う代役
- 全国高等学校サッカー選手権大会千葉大会　準決勝・決勝中継（2012年11月11日・18日）
- 有名私立中学入試のヒント（2012年12月）
- WIN BY ALL!（2012年9月 - 2013年3月、MC）
- NEWSチバ600・930（2012年4月 - 2013年3月）
- ハピはぴ・モーニング〜ハピモ〜（2012年4月 - 2013年3月、笠井さやかと隔週で月曜MC）
- ONGAX（2012年4月 - 2013年3月）
- アナ麺（2012年4月 - 2013年3月）

### 高知さんさんテレビ時代
- SUNSUNスーパーニュース（2008年4月 - 2008年5月、2010年9月～2012年3月）
- SUNSUNニュース&お天気
- よさこい熱中継！よさこい祭り2008（2008年8月11日、2009年8月10日、2010年8月10日・11日）
- 土佐の夏は熱いぜよ！よさこい祭り2008（2008年8月16日、2009年8月16日、2010年8月15日）
- SUNSUNゆみちゃんねる（2008年10月5日）
- めざましテレビ公認 わがまま!気まま!旅気分　高知まるごと食べ歩き（2009年6月20日）
- イチニのさんのすけ（2008年10月～）
- ライアーゲーム特番（2010年3月）[6]
- 海猿特番（2010年9月）
- FNNスピーク（2008年5月～2012年3月）
- サタ★マガ（2008年7月～2012年3月）
- サタマガエンタメ情報（2008年7月～2012年3月）

### 学生時代
- ネプチューンの オールナイトニッポン（ニッポン放送・2000年10月 - 2001年3月）
番組の企画から輩出されたアイドルグループ「ネプサイケデリコ」の一員。Janne Da Arcのyasuに「stop it love」[7] という楽曲を提供してもらう
- BSフジNEWS（BSフジ・2006年7月 - 2007年1月）
毎週木曜日担当[8]
- クチコミ（TBS・2007年1月～）
- ツタヤのCM（2007年4月）